# Expected Goals
Expected Goals (forkortet xG) er en statistisk målestok anvendt i fodboldanalyse til at vurdere sandsynligheden for, at en given afslutning resulterer i et mål. xG bygger på historiske data og giver en objektiv vurdering af kvaliteten af chancer skabt i en kamp. Modellen anvendes af trænere, klubber, analytikere og medier til at evaluere hold- og spillerpræstationer, uafhængigt af kampens faktiske resultat.

## Baggrund
Fodbold er en sportsgren med relativt få scoringer og stor grad af tilfældighed, hvilket betyder, at kampresultater ikke altid afspejler de underliggende præstationer. For at adressere dette blev xG introduceret i 2010’erne som en mere præcis indikator for chancers kvalitet. Konceptet er især blevet udbredt gennem bettingfirmaer, analysevirksomheder og dataorienterede klubber som FC Midtjylland, Brentford FC og Brighton & Hove Albion.
Konceptet blev først udviklet af analysefirmaer som Opta og senere videreudviklet af firmaer som StatsBomb og Smartodds. Brug af xG blev for alvor populært i fodboldmedier i midten af 2010’erne og er nu en fast del af moderne kampdækning og taktisk analyse.

## Udregning
xG tildeler en værdi mellem 0 og 1 til hver afslutning baseret på sandsynligheden for, at den resulterer i et mål. Værdien beregnes ud fra en lang række faktorer, herunder:
- Afslutningens position på banen
- Kropsdel brugt (hoved, fod osv.)
- Type chance (fx kontra, standardsituation)
- Afstand til mål og vinkel
- Antal forsvarere mellem bold og mål
- Keepers position

Datagrundlaget stammer typisk fra analyser af tusindvis af tidligere afslutninger og modelleres ved hjælp af machine learning eller logistisk regression.

## Anvendelse
Ved at summere xG for alle afslutninger i en kamp, opnås et mål for det antal mål et hold "burde" have scoret, baseret på chancers kvalitet. På samme måde kan xG bruges til at vurdere forsvarsspil ved at se på Expected Goals Against (xGA). Modellen bruges til:
- Analyse af holdets præstationer
- Vurdering af angriberes effektivitet
- Scouting og spillerrekruttering
- Strategisk træning og kampforberedelse

En angriber, der konsekvent scorer flere mål end sin xG, anses typisk for at være klinisk afslutter, mens det modsatte kan indikere ineffektivitet.

### Relaterede begreber
- xGA (Expected Goals Against): Forventet antal mål imod et hold.
- xGOT (Expected Goals on Target): Forventet mål på skud, der rent faktisk rammer målet, og som tager højde for boldens placering.
- Expected Points (xP): Bruger xG-data til at estimere, hvor mange point et hold "burde" have fået i en kamp eller over en sæson. Expected Points bruges primært til at udarbejde Table of Justice.

### Kritik
Selvom xG er et nyttigt redskab, kritiseres det for ikke at tage højde for alle aspekter af spillet, såsom individuelle fejl, spillernes beslutningstagning, taktiske aspekter eller psykologisk pres. Derudover kan forskellige udbydere af xG benytte forskellige modeller og vægtninger, hvilket kan give varierende resultater.